# Maciej Domżała
Maciej Domżała (ur. 10 stycznia 1961 w Milanówku) – polski przedsiębiorca, podróżnik, kierowca rajdowy, uczestnik Rajdu Dakar.

## Życiorys
W 1980 roku ukończył szkołę średnią w Warszawie na kierunku ogólnobudowlanym. Pochodzący z rzemieślniczej rodziny pierwsze kroki w biznesie stawiał przy rodzinnych firmach, produkcji wyrobów metalowych, produkcji odzieży oraz w gastronomii. W latach 80 mieszkał głównie w krajach bloku zachodniego, zajmując się handlem. W 1994 zainwestował w pierwsze projekty nieruchomościowe. Jest współwłaścicielem grupy kapitałowej Radius Projekt – dewelopera mieszkaniowego, operującego głównie na rynku warszawskim.

## Rajdy samochodowe
W 2016 zadebiutował w rajdach terenowych zajmując 2. miejsce w klasie T3 z pilotem Bartłomiejem Boba podczas rundy Pucharu Świata w Abu Dhabi. W 2019 roku wystartował w rajdzie Dakar w klasie UTV z pilotem Rafałem Martonem. Rajd zakończył na 8. etapie z powodu awarii silnika. W rajdzie tym udział brał także jeden z jego synów, również będący kierowcą rajdowym – Aron Domżała. W 2020 wystartował w rajdzie Dakar (Can-Am Maverick X3 – kategoria SxS). Razem z Rafałem Martonem zajął 3. miejsce w klasie T3S i 13. miejsce w klasyfikacji generalnej.

## Życie prywatne
Prywatnie podróżnik należący do międzynarodowego klubu podróżnika Travelers’ Century Club i posiadający w nim Złote Członkostwo (Gold Member). Do końca 2019 r. odwiedził ponad 200 krajów.
Jest również zapalonym wędkarzem morskim